# NGC 3887
NGC 3887 è una galassia a spirale nella costellazione del Cratere.
Si tratta di una galassia vista quasi di faccia; è osservabile 1,5 gradi a NNE della stella ζ Crateris. Occorre un telescopio da 150mm per poterla osservare come una macchia ovale chiara; il nucleo è molto luminoso, rispetto ai bracci. Dista dalla Via Lattea circa 68 milioni di anni-luce.